# ۷۱۷ (خورشیدی)
۷۱۷ هفتصد و هفدهمین سال هجری خورشیدی است.